# Stephanie Grisham
Stephanie Ann Grisham, 
nata Sommerville (Colorado, 23 luglio 1976), è una funzionaria statunitense, ex portavoce della Casa Bianca nell'amministrazione Trump ed ex direttrice delle comunicazioni della Casa Bianca da luglio 2019  ad aprile 2020.
In precedenza ha ricoperto il ruolo di capo dello staff e addetta stampa per la first lady degli Stati Uniti Melania Trump dal 2020 al 2021, e in precedenza come sua addetta stampa dal 2017 al 2019.
Come segretaria stampa della Casa Bianca, è stata la prima nella storia americana a non tenere conferenze stampa, optando invece per interviste su organi di informazione conservatori. Si è dimessa il 6 gennaio 2021, in seguito all'assalto del Campidoglio degli Stati Uniti del 2021. Nel settembre 2021, ha annunciato la pubblicazione del suo libro sul suo tempo di lavoro nell'amministrazione Trump, I'll Take Your Questions Now.

## Biografia
Stephanie Ann Sommerville è nata in Colorado da Robert Leo Sommerville ed Elizabeth Ann Calkins. I suoi genitori divorziarono e sua madre si risposò, prima con Dave Allen, con il quale ebbe un'altra figlia, e poi con Roger Schroder. Grisham proveniva da una famiglia di agricoltori. Si trasferì con sua madre a East Wenatchee, Washington, dove si diplomò alla Eastmont High School nel 1994. Da allora sua madre si è trasferita in Nebraska, dove è conosciuta come Ann Schroder.
Grisham ha iniziato a votare in Arizona come democratica registrata nel 1997. Ha frequentato la Colorado Mesa University senza conseguire la laurea.

## Carriera
Grisham è stata la portavoce di AAA Arizona nel 2007, ma è stata licenziata entro un anno dopo essere stata accusata di aver falsificato le note spese. Grisham è stata di nuovo licenziata in un successivo lavoro presso l'agenzia pubblicitaria Mindspace per accuse di plagio, copiando materiale AAA nella pagina web del suo cliente.
Dal 2008 al 2010, Grisham ha lavorato come portavoce dell'Arizona Charter Schools Association.  Lì incontrò Tom Horne, il sovrintendente delle scuole pubbliche dell'Arizona. Dal 2011 al 2014 circa, Grisham è stata portavoce di Tom Horne eletto procuratore generale dell'Arizona. Ha assistito all'esecuzione di Joseph Wood nel 2014 e ha affermato in modo controverso che il calvario di due ore era stato "abbastanza tranquillo", contrariamente a diversi rapporti secondo cui Wood aveva "ansimato e sbuffato" durante la sua esecuzione.
Dopo che il repubblicano Mark Brnovich ha sconfitto Horne nelle primarie del GOP del 2014, Grisham ha lavorato come portavoce del caucus repubblicano della Camera dei rappresentanti dell'Arizona. Ha revocato le sue credenziali stampa all'Arizona Capitol Times poche ore dopo la notizia che il presidente della Camera, David Gowan, aveva viaggiato a spese dei contribuenti statali durante la sua campagna per il Congresso. I giornalisti si sono rifiutati di conformarsi e Gowan ha annullato la richiesta.
Nel 2012, Grisham ha lavorato anche per la campagna presidenziale del 2012 di Mitt Romney e nel settembre 2015 è stata la coordinatrice stampa in occasione della visita di Papa Francesco a Filadelfia.
Nel 2024, con un discorso alla Convention Nazionale del Partito Democratico, annuncia il proprio sostegno alla Vicepresidente Kamala Harris per le elezioni presidenziali negli Stati Uniti d'America del 2024.

## Vita privata
Come Stephanie Ann Sommerville, ha sposato Danny Don Marries in Nevada il 7 aprile 1997. Si incontrarono al Mesa State College di Grand Junction, Colorado. Hanno avuto un figlio nel giugno 1998, e suo marito è entrato a far parte di KOLD-TV come conduttore di notizie a Tucson, in Arizona, il giorno dopo il primo compleanno del figlio.  Hanno divorziato nel 2004.
Nel 2004, ha sposato Todd Grisham, un giornalista sportivo KOLD. Hanno divorziato nel 2006.
Intorno al 2008, ha avuto un secondo figlio.
Grisham è stata romanticamente legata all'ex assistente della Casa Bianca di Trump Max Miller. Politico ha riferito che la relazione è finita nel 2020 quando Miller ha spinto Grisham contro un muro e l'ha schiaffeggiata dopo un'accusa di infedeltà. Miller ha negato la notizia.